# Villacerf
Villacerf è un comune francese di 515 abitanti situato nel dipartimento dell'Aube nella regione del Grand Est.

## Società

### Evoluzione demografica
Abitanti censiti